# 芝蘇呂門
芝 蘇呂門（しば そろもん、1906年 - 没年不詳）は、日本の映画監督、脚本家である。本名佐々木 美長（ささき よしなが）名義で脚本家としてデビュー、マキノ・プロダクションで監督になり、のちに神田 金太郎（かんだ きんたろう）と改名した。

## 来歴・人物
1906年（明治39年）ころ、長野県松本市に生まれる。
大学卒業後、映画監督の鈴木謙作を頼って日活大将軍撮影所に入社、19歳になる1925年（大正14年）、鈴木監督にオリジナル脚本を採用され、『血の人形』として同年11月13日に公開される（「佐々木美長」名義）。当時鈴木は同作の主演でもある女優の宮部静子との恋愛問題で撮影所内で評判がよくなかったこともあり、芝蘇呂門をつれてマキノ・プロダクションに移籍する。
1926年（大正15年）の入社早々、牧野省三にオリジナル脚本を採用され、御大自らの監督作『大江戸の丑満時』、高見貞衛監督の『バィオレットお伝』として公開された。翌1927年（昭和2年）、自らのオリジナル脚本作『踊る霊魂』で、21歳で監督としてデビューする。同年、監督第2作『狂めく舞踏場』を手がけたのちに同社を退社、休養に入る。1928年（昭和3年）6月7日、映画の研究を目的に「天洋丸」で渡米した。
1929年（昭和4年）9月、帰国してマキノに復帰、「神田金太郎」と改名した。すでに師匠の鈴木謙作も退社しており、牧野省三の没後であった。翌1930年（昭和5年）1月5日公開のオリジナル脚本作『職工慰安会』が帰朝第1作となった。「チャップリンのもとで修行した」との触れ込みで、チャップリンと撮った写真を証拠に映画論を語っているとの噂を聞きつけた市川右太衛門が仕事を発注、オリジナル脚本による『榛名の梅ケ香 安中草三』となり、同作は1931年（昭和6年）1月5日に公開された。その次の監督作は、体調を崩し、脚本に専念していた悪麗之助が「陸大蔵」名義で書いたオリジナル脚本による『血煙一番槍』であったが、それ以来、姿を消した。すべてサイレント映画の時代の話である。
第二次世界大戦後、小石栄一監督が三益愛子主演の母もの（1948年の『母』『母紅梅』か）のロケーション撮影で松本市を訪れたところ、それを報じた新聞記事を見た芝蘇呂門（神田金太郎）が小石の宿泊地に現れ、近況を語ったという。母校でテニスを教え、実家の経営する貸家の賃貸収入で優雅に暮らしているとのことであった。没年不詳。

## フィルモグラフィ

### 「佐々木美長」名義
日活大将軍撮影所 1925年
- 血の人形　原作・脚本　監督鈴木謙作、撮影松沢又男、出演宮部静子、御子柴杜雄、妹尾松子、山本嘉一、三桝豊　※脚本家デビュー作

### 「芝蘇呂門」名義
マキノ・プロダクション御室撮影所
1926年
- 大江戸の丑満時　原作・脚本　監督マキノ省三、撮影松田定次、出演マキノ輝子、市川小文治、マキノ正唯、都賀静子、都賀清司
- バィオレットお伝　原作・脚本　総指揮マキノ省三、監督高見貞衛、撮影三木稔、出演マキノ正唯、鈴木澄子、荒木忍、鹿島陽之助、児島武彦、都賀静子
- 勝てば官軍　脚本　監督富沢進郎、原作河合広始、撮影松浦茂、出演関根達発、河上君栄、森肇、児島武彦

1927年
- 鈴蘭の唄　原作・脚本　監督鈴木謙作、撮影若宮広三、出演津村博、都賀静子、中根龍太郎、小宮一晃、滝沢憲、森清
- この母を見よ　脚本　監督久保為義、撮影藤井春美、出演滝沢憲、水谷蘭子、星英府
- 獣人　脚本　監督鈴木謙作、撮影若宮広三、出演都賀清司、那智恵美子、丘虹二、児島武彦、鹿島陽之助
- 踊る霊魂　原作・監督・脚本　撮影田中十三、出演須田笑子、荒尾静一、柳妻麗三郎、英まさる、水谷蘭子　※監督デビュー作
- 狂めく舞踏場　監督・脚本　原作北本黎吉、撮影川辺弥太郎、出演津村博、湊明子

### 「神田金太郎」名義
マキノ・プロダクション御室撮影所 1930年
- 職工慰安会　原作・監督・脚本　撮影吉田俊作、出演中根龍太郎、都賀静子、三好絹江、泉清子

市川右太衛門プロダクション 1931年
- 榛名の梅ケ香 安中草三　監督・脚本　撮影与徳雄、出演市川右太衛門、大江美智子、高堂国典、伊田兼美、旗平八郎
- 血煙一番槍　監督　原作・脚本陸大蔵、撮影沖本俊二、出演武井龍三、浅香麗三郎、二葉菊子